# Oporinia clara
Oporinia clara là một loài bướm đêm trong họ Geometridae.